# Movimiento de Integración y Liberación Homosexual
El Movimiento de Integración y Liberación Homosexual (Movilh) es una agrupación chilena fundada por activistas a favor de derechos cívicos y antidiscriminación de lesbianas, gais, bisexuales, trans, intersex y queer (LGBTIQ+). Es miembro de la Asociación Internacional de Gays y Lesbianas desde 2004.

## Historia
Existe desacuerdo respecto a la fecha de fundación del organismo, puesto que señala como tal el 28 de junio de 1991; esta correspondería a la creación del Movimiento de Liberación Homosexual —que también utilizaba la sigla Movilh— el cual en 1997 se fusionó con otras organizaciones para crear el Movimiento Unificado de Minorías Sexuales (MUMS), constituido formalmente el 28 de junio de 1998. A fines de 1999 un grupo escindido de dicha agrupación —liderado por Rolando Jiménez, quien había sido expulsado del primer Movilh en 1995— creó el Movimiento de Integración y Liberación Homosexual.

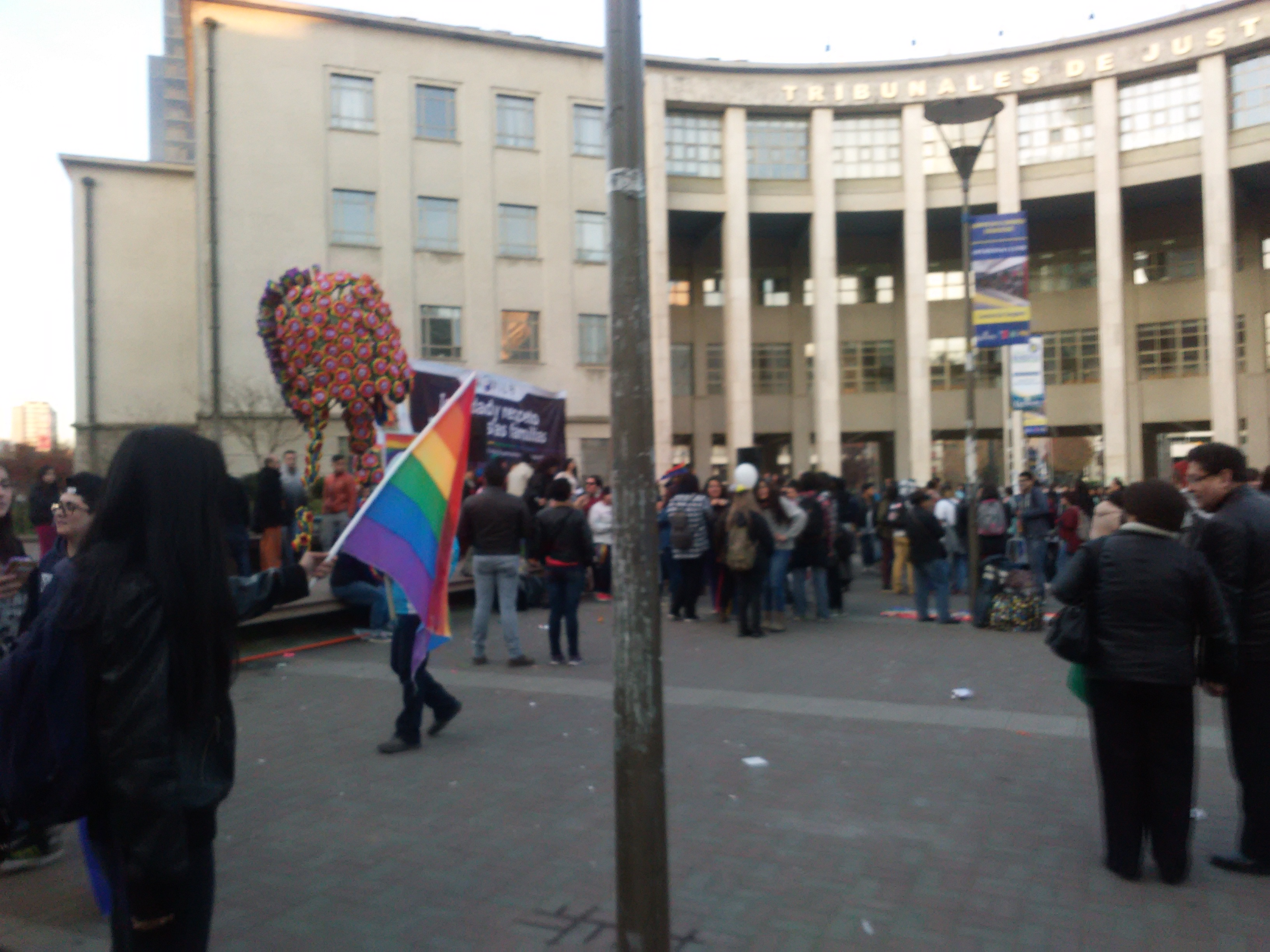
Manifestación en Concepción.

El Movilh destaca por su aporte a los derechos humanos de las personas LGBT. Entre sus fundadores se encuentran Rolando Jiménez, Karin Avaria, Ramón Gómez, Claudia Castañeda, Paula Dinamarca, Angélica Hernández, Marcos Ruiz, Jorge Guzmán, Víctor Albornoz y Juan Cabrera, entre otros.
Según el Programa de las Naciones Unidas para el Desarrollo (PNUD), perteneciente a la ONU, el Movilh se ha constituido desde su fundación en la organización de minorías sexuales más importante y emblemática de Chile. Sus dirigentes formaron parte de las gestiones para despenalizar la homosexualidad en Chile, que se concretó en 1999, y fueron organizadores de las primeras marchas del orgullo LGBT en Santiago de Chile, así como también han colaborado en la organización de otras manifestaciones LGBT en el resto de Chile, como por ejemplo el Carnaval de la Diversidad de La Serena.
En mayo de 2002 el Movilh fue uno de los impulsores del lanzamiento del periódico OpusGay, primera publicación impresa chilena dedicada principalmente al público LGBT. El medio publicó su última edición impresa en diciembre del mismo año y en años posteriores continuó como un periódico digital.
El organismo obtuvo su personalidad jurídica el 25 de mayo de 2005. Antes de ello, el organismo fue identificado legalmente  con otros nombres, por ejemplo como Centro de Investigación Multidisciplinario en Sexualidad (Cimusex) y Centro Cultural de Promoción de la Salud Sexual, pues producto de la discriminación existían obstáculos para que un grupo de la diversidad sexual pudiese inscribirse. Sin embargo, en el espacio público el movimiento siempre ha sido conocido como Movilh.
El 17 de enero de 2007 el Movilh recibió oficialmente de manos del Ministerio de Bienes Nacionales su sede propia, ubicada en un recinto de 144 m² en calle Coquimbo 1410, en la comuna de Santiago, la cual había sido remodelada a partir de 2004 gracias al aporte de una congregación de monjas católicas holandesas, y en donde el 70% de la construcción original debió ser demolida. Desde 2003 la atención de la organización se realizaba una vez a la semana en la oficina parlamentaria de Carolina Tohá mientras se acondicionaba la sede de calle Coquimbo.
Entre las actividades que realiza el Movilh está la elaboración de un «Informe Anual de Derechos Humanos de la Diversidad Sexual en Chile», publicado desde 2002 como una recopilación de denuncias, antecedentes y estadísticas relacionadas con actividades de organizaciones de defensa de las minorías sexuales. El 28 de junio de 2021, como parte de la conmemoración del Día del Orgullo LGBT, el Movilh lanzó un archivo histórico de prensa que reúne informaciones sobre las actividades de agrupaciones de la diversidad sexual desde 1991, así como publicaciones previas a su fundación.

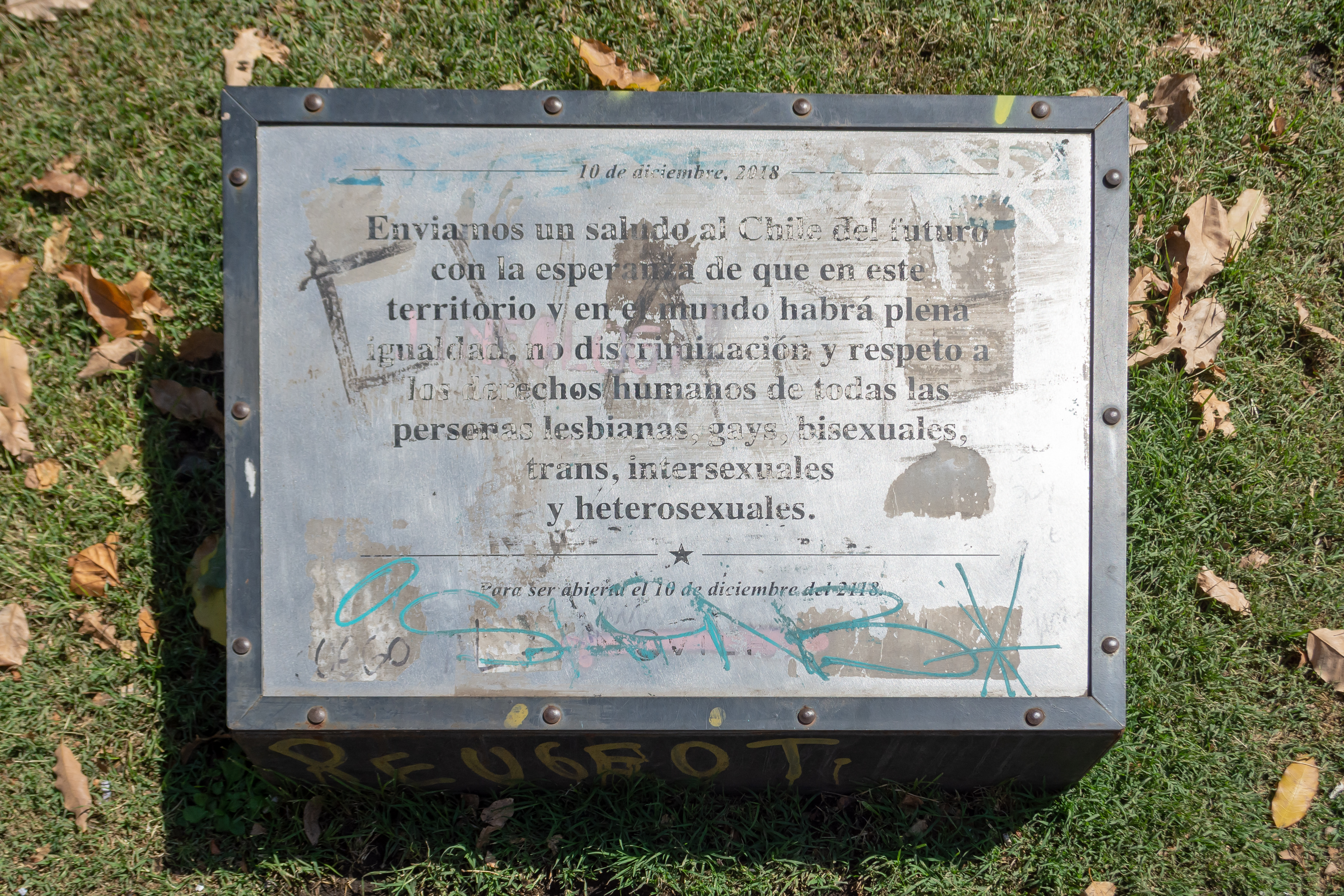
Monumento por los Derechos LGBTI de Chile.

La agrupación también ha gestionado la instalación de diversos memoriales y monumentos para conmemorar a la población LGBT: ellos han sido una placa recordatoria en el lugar donde estaba la discoteca Divine de Valparaíso (incendiada en septiembre de 1993), el Memorial por la Diversidad de Chile (inaugurado en 2014 en el Cementerio General de Santiago) y el Monumento por los Derechos LGBTI de Chile (inaugurado en 2018 en el cerro Santa Lucía). En octubre de 2014 el Movilh, con la colaboración de la Fundación Triángulo, publicó Nicolás tiene dos papás, primer cuento infantil publicado en Chile en que se aborda la diversidad sexual desde el contexto de una familia homoparental.

## Secciones regionales
El Movilh posee 5 secciones regionales en zonas del centro y sur de Chile; además de su sede nacional en Santiago, se encuentra presente en las regiones de:
- Valparaíso: fundada en febrero de 2013.[26]
- Maule: fundada el 3 de abril de 2016.[27]
- Biobío: creada en abril de 2015.[28]
- Los Lagos: fundada el 25 de febrero de 2008 bajo el nombre de «Centro Cultural de Minorías Sexuales».[29]
- Aysén: creada el 6 de noviembre de 2016.[30]